# Jürgen Wiersch

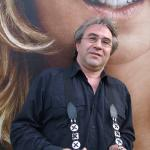
Jürgen Wiersch

Jürgen Wiersch (* 27. August 1958 in Bochum; † 29. Juli 2014 in Dortmund) war ein deutscher Schriftsteller, Schauspieler und Pädagoge.

## Leben
Wiersch machte 1979 bis 1981 die ersten Erfahrungen mit Theater und Gesang in der „Chorfantasie“ in Castrop-Rauxel und im Rahmen einer Theaterhospitanz 1980 am Westfälischen Landestheater. Von 1984 bis 1991 war er Schauspieler am Nausea Theater in Bochum und von 1991 bis 2001 Schauspieler und Dramaturg am pidi-Theater in Dortmund. 2002/2003 war er Ensemble-Mitglied des Theaters im Depot in Dortmund und von 2006 an beim Roto-Theater. Außerdem arbeitete er als Pädagoge im Kultur- und Begegnungszentrum Dietrich-Keuning-Haus.
Anfang der 1980er Jahre war Wiersch an den Literaturzeitschriften Die Angler und Scherezâd beteiligt. Er war 1984 Mitbegründer des Autorensyndikats „Vergnügungsbehörde“ und 1990 der Literatur-Performance-Gruppe „ca. 12“.
Wiersch gilt als einer der Pioniere der Slam-Poetry. Bei seinen literarischen Darbietungen von Live-Poesie, die öfters an ungewöhnlichen Orten stattfanden, verband er Literatur, Musik, Schauspiel und Performance miteinander. Für seine lyrischen Arbeiten erhielt er 2003 den Förderpreis des renommierten Ernst-Meister-Preises.
Wiersch ist Vater des Musikers Rocco Wiersch.
Das Grab befindet sich auf dem Dortmunder Südwestfriedhof neben dem des Dadaisten Richard Huelsenbeck.

## Auszeichnungen
- 1992 Preisträger einer Ausschreibung zu Leben und Werk von Philipp Nicolai
- 1993 Arbeitsstipendium des Landes Nordrhein-Westfalen
- 1994 Finalist beim Lyrikpreis Meran
- 2003 Ernst-Meister-Preis für Lyrik, Hagen (allgemeiner Förderpreis)
- 2005 Landespreis NRW für das Carla-Chamäleon-Nordstadt-Buch-Projekt

## Werke
- Live-Übertragung. Sanduhr-Verlag, Dortmund 1986, ISBN 3-925508-02-3.
- (mit Ulrich Reck, Karsten Mewes) Mit deutschen Untertiteln. Cracked-Egg-Verlag, Heidelberg 1988, ISBN 978-3-910067-08-0.
- Alarmstufe doof: Mit Bitte um Unverständnis. Vorsatz-Verlag, Dortmund 1986.
- (mit Willem van Dijk) Deutsch direkt aus der Mündung. Gedichte & Collagen von anderem Kaliber. Cracked-Egg-Verlag, Heidelberg 1989.
- Odyssee in Lyrix. Sprechtexte. Vorsatz-Verlag, Dortmund 1994.
- (mit Achim Hahn) Alfa & Romeo. Hörspiel. WDR 1995.
- (mit Eva von der Dunk, Thomas Kade, Ralf Thenior, Ellen Widmaier) Zunge auf Zunge. Kettengedichte. Grupello Verlag, Düsseldorf 2001, ISBN 3-933749-63-8.
- (mit Konrad Pfaff) Frieden im Unfrieden, Gedichte und Reflexionen. Mainz Verlag, Aachen 2003, ISBN 3-86130-423-6.
- Wider den Schöngeiz. Vorsatz-Verlag, Oelde & Dortmund 2013, ISBN 978-3-943270-06-8.